# Michaił Wołkau (ur. 1963)
Michaił Michajławicz Wołkau (biał. Міхаіл Міхайлавіч Волкаў, ros. Михаил Михайлович Волков, Michaił Michajłowicz Wołkow; ur. 23 września 1963 w Horbaczewie w rejonie rossońskim) – białoruski agronom, wykładowca akademicki i polityk, od 2012 roku deputowany do Izby Reprezentantów Zgromadzenia Narodowego Republiki Białorusi V kadencji; kandydat nauk rolniczych (odpowiednik polskiego stopnia doktora).

## Życiorys
Urodził się 23 września 1963 roku we wsi Horbaczewo w rejonie rossońskim obwodu witebskiego Białoruskiej SRR, ZSRR. Ukończył Białoruską Państwową Akademię Gospodarstwa Wiejskiego (BPAGW), uzyskując wykształcenie agronoma. Był docentem, zdobył stopień kandydata nauk rolniczych (odpowiednik polskiego stopnia doktora). Pracował jako główny agronom, zastępca przewodniczącego kołchozu „Iskra” w rejonie szumilińskim, zastępca przewodniczącego kołchozu im. F. Engelsa w tym samym rejonie. Od 1992 roku pracował na BPAGW kolejno jako asystent, starszy wykładowca, docent, kierownik Katedry Przechowywania i Przetwarzania Produkcji Roślin, dziekan Wydziału Agronomicznego.
18 października 2012 roku został deputowanym do Izby Reprezentantów Zgromadzenia Narodowego Republiki Białorusi V kadencji z Horeckiego Okręgu Wyborczego Nr 82. Pełnił w niej funkcję członka Stałej Komisji ds. Rolnych.

## Życie prywatne
Michaił Wołkau jest żonaty, ma syna.